# Ludgeřovice

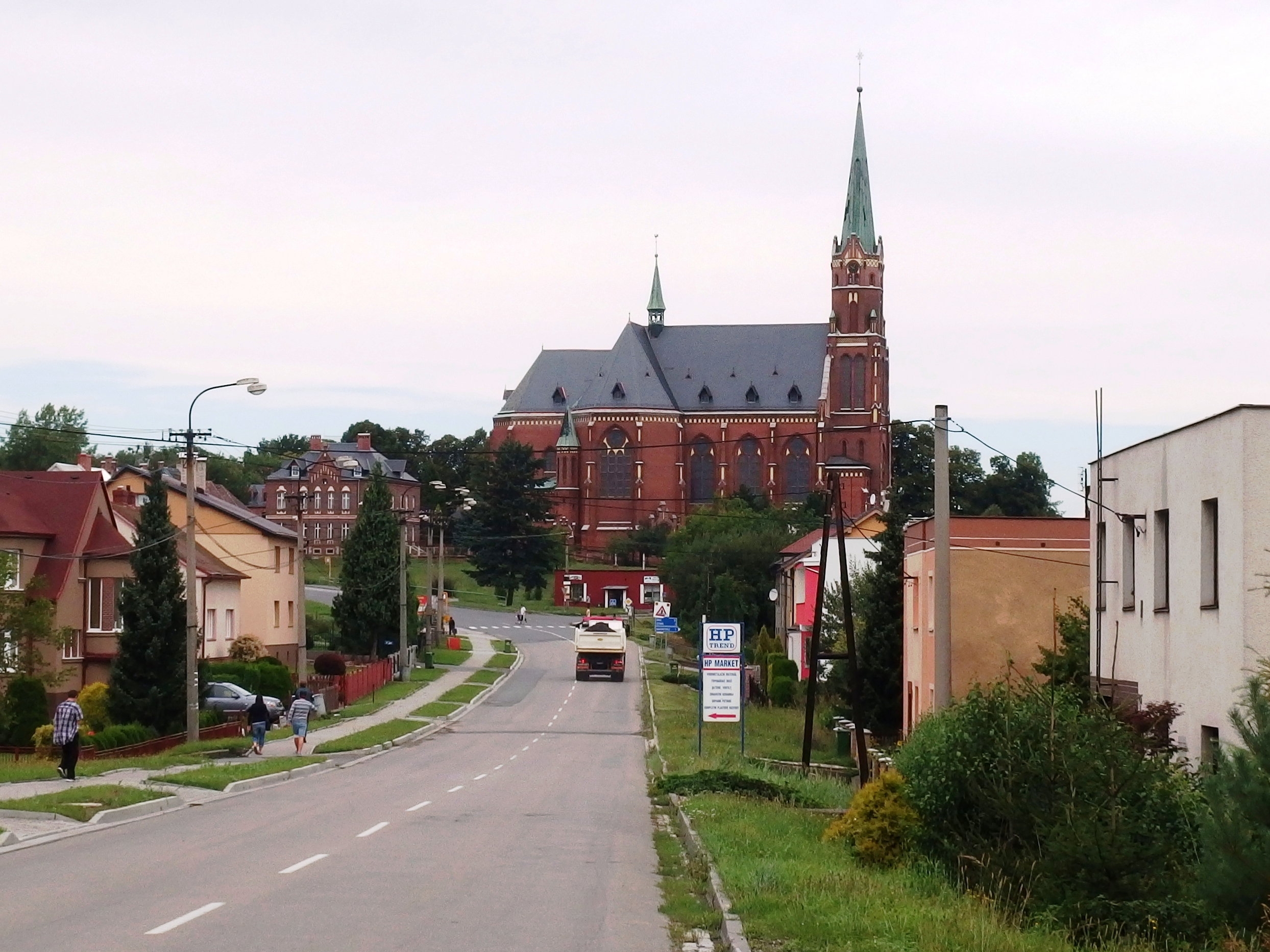
Ortszentrum

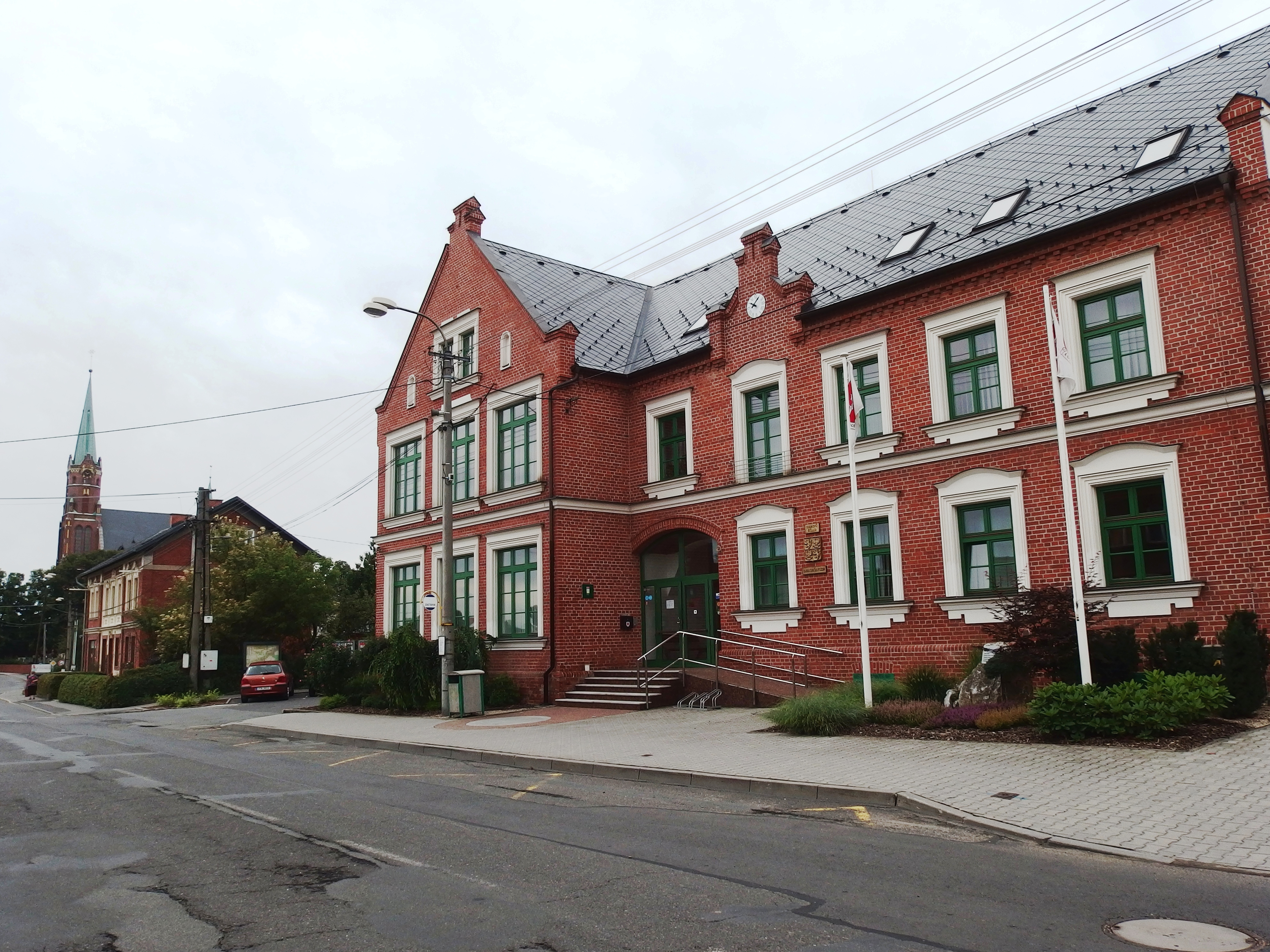
Gemeindeamt

Ludgeřovice (deutsch Ludgierzowitz, ab 1907 Ludgerstal, polnisch Ludgierzowice)  ist eine Gemeinde des Okres Opava in Tschechien. Sie liegt acht Kilometer nordwestlich des Stadtzentrums von Ostrava und zwei Kilometer südöstlich von Hlučín.

## Geographie
Das Waldhufendorf Ludgeřovice erstreckt sich entlang des Baches Ludgeřovický potok in der Hlučínská pahorkatina (Hultschiner Hügelland). Am Ortsrand verläuft – auf der Trasse der ehemaligen Bahnstrecke Kravaře ve Slezsku–Chałupki – die Staatsstraße I/56 zwischen Hlučín und Ostrava. Gegen Norden befindet sich der Černý les (Schwarzwald), im Süden der Ludgeřovický les (Ludgerstaler Wald). Westlich erhebt sich die Chmelnice (274 m. n.m.), im Südwesten der Hřib (Pilz; 321 m. n.m.).
Nachbarorte sind Šilheřovice (Schillersdorf) im Norden, Chałupki (Annaberg), Starý Bohumín (Alt Oderberg), Antošovice (Antoschowitz) und Koblov-Vrbina (Tabulki) im Nordosten, Vrbice (Wirbitz) und Amerika im Osten, Koblov (Koblau) und Petřkovice (Petershofen) im Südosten, Lhotka (Ellguth-Hultschin) im Süden, Bobrovníky (Bobrownik) im Südwesten, Malánky (Malanken), Vrablovec (Wrablowetz) und Staré Rovniny (Rownin) im Westen sowie Darkovičky (Klein Darkowitz) und Markvartovice (Markersdorf) im Nordwesten.

## Geschichte
Die erste schriftliche Erwähnung des Dorfes „Rudgersdorf“ erfolgte am 28. Januar 1303 in einer Urkunde des Siegfrid von Baruth auf Landek, bei der der örtliche Schultheiß Balderam als Zeuge auftrat. Eine weitere stammt aus dem Jahre 1377 im Zuge der Teilung des Herzogtums Troppau. Das Dorf gehörte zu dieser Zeit zu den Gütern der Burg Landek und verblieb beim Troppauer Anteil, der den Brüdern Herzog Wenzel I. und Přemysl I. zugefallen war. Der Name des Ortes leitet sich von seinem Lokator Rudger ab. Aus dem R ist durch slawische Umformung später L geworden. In Folge der Zerstörung der Burg Landek im Jahre 1474 wurde der Herrschaftssitz auf das Schloss Hultschin verlegt. 1525 wurde das Dorf als Ludgirzowitz bezeichnet. Im Laufe der Zeit wechselten sich verschiedene Adelsgeschlechter, darunter lange Zeit die Freiherren von Würben und Freudenthal, als Besitzer der Herrschaft ab.
Nach dem Ersten Schlesischen Krieg fiel Ludgierzowitz 1742 wie fast ganz Schlesien an Preußen. Die neue Grenze zu Österreichisch-Schlesien wurde südlich und östlich – entlang der Oppa und der Oder gezogen; sie berührte Ludgierzowitz zwar nicht direkt, lag aber keine fünf Kilometer entfernt. 1743 wurde Ludgierzowitz dem neugebildeten Kreis Leobschütz zugeordnet. Die alte, baufällig gewordene Holzkirche wurde zwischen 1793 und 1798 durch einen neuen steinernen Bau ersetzt. Im Zuge der Kreisreform vom 1. Januar 1818 wurde Ludgierzowitz dem Kreis Ratibor zugewiesen. Ab 1819 war der Freiherr Spens von Booden Besitzer der Herrschaft. 1830 standen in Ludgierzowitz bzw. Ludgierzowic 89 Häuser; das Dorf hatte 345 Einwohner, darunter drei Protestanten. Im Ort gab es eine katholische Filialkirche der Pfarrei Hultschin, eine katholische Schule, eine Wassermühle sowie zwei herrschaftliche Vorwerke (Niederhof und Oberhof); ein drittes – der Neuhof – lag südlich des Dorfes im Wald. Grundherr war die Oberschlesische Landschaft, die die Grundherrschaft Hultschin kurz zuvor von den von Spens´schen Erben übernommen hatte. Ludgierzowitz war Sitz eines Patrimonialgerichtes. Haupterwerbsquellen waren die Landwirtschaft und Forstarbeit. Unter dem nachfolgenden Besitzer der Grundherrschaft, Victor Wichura, erfolgte der Ausverkauf des östlichen Teils der Herrschaft. Ludgierzowitz wurde 1843 abgetrennt und für 81.000 Reichstaler an den Besitzer des Gutes Hoschialkowitz, den Mährisch Ostrauer Kaufmann Römisch veräußert. Zu dieser Zeit setzte in Folge des aufstrebenden Steinkohlenbergbaus im nahe gelegenen Ostrauer Becken ein rasches Bevölkerungswachstum ein.
Im Jahre 1845 bestand Ludgierzowitz bzw. Ludgierzowice aus 131 Häusern und den drei Vorwerken. In dem Dorf mit 937 Einwohnern, darunter vier Protestanten und fünf Juden, gab es eine katholische Filialkirche mit Pfarrwiedemuth und Pfarrwald, zu der die Dörfer Koblau, Marquartowitz und Petrzkowitz eingepfarrt waren, eine katholische Schule, eine oberschlächtige Wassermühle mit Lohstampfe, eine Dampfbrennerei, vier Bleichen, zwei Wirtshäuser, 13 Handwerker und vier Händler. In Ludgierzowitz wurden zu dieser Zeit 2400 Merinoschafe gehalten. Auf der Gemarkung wurde zudem die Steinkohlengrube Dreifaltigkeit betrieben. Salomon Meyer von Rothschild, der im selben Jahre von Wichura die Grundherrschaft Hultschin erworben hatte, kaufte 1847 die Güter Bobrownik, Ludgierzowitz und Petrzkowitz zurück und vereinigte sie wieder mit Hultschin. Im Jahre 1864 gliederte sich die Gemarkung Ludgerzowitz bzw. Ludgerovice in die Gemeinde und das Rittergut. Die Gemeinde bestand aus zwölf Bauernhöfen, vier Halbbauern, 26 Gärtnern und Viertelgärtnern sowie 79 Häuslerstellen, einer bedeutsamen Garnbleiche und einer Wassermühle. In der zweiklassigen Dorfschule wurden 229 Kinder unterrichtet. Zur Gemeinde Ludgerzowitz gehörten 1906 Morgen Land, davon 1439 Morgen Ackerland und 236 Morgen Wald. Das Rittergut mit dem Vorwerk Neuhof bewirtschafte eine Fläche von 1958 Morgen, davon 1224 Morgen Wald, 560 Morgen Ackerland und 104 Morgen Wiesen. In der Mitte des 19. Jahrhunderts entstand an der Alten Hultschiner Straße die Kolonie Wrablowetz.

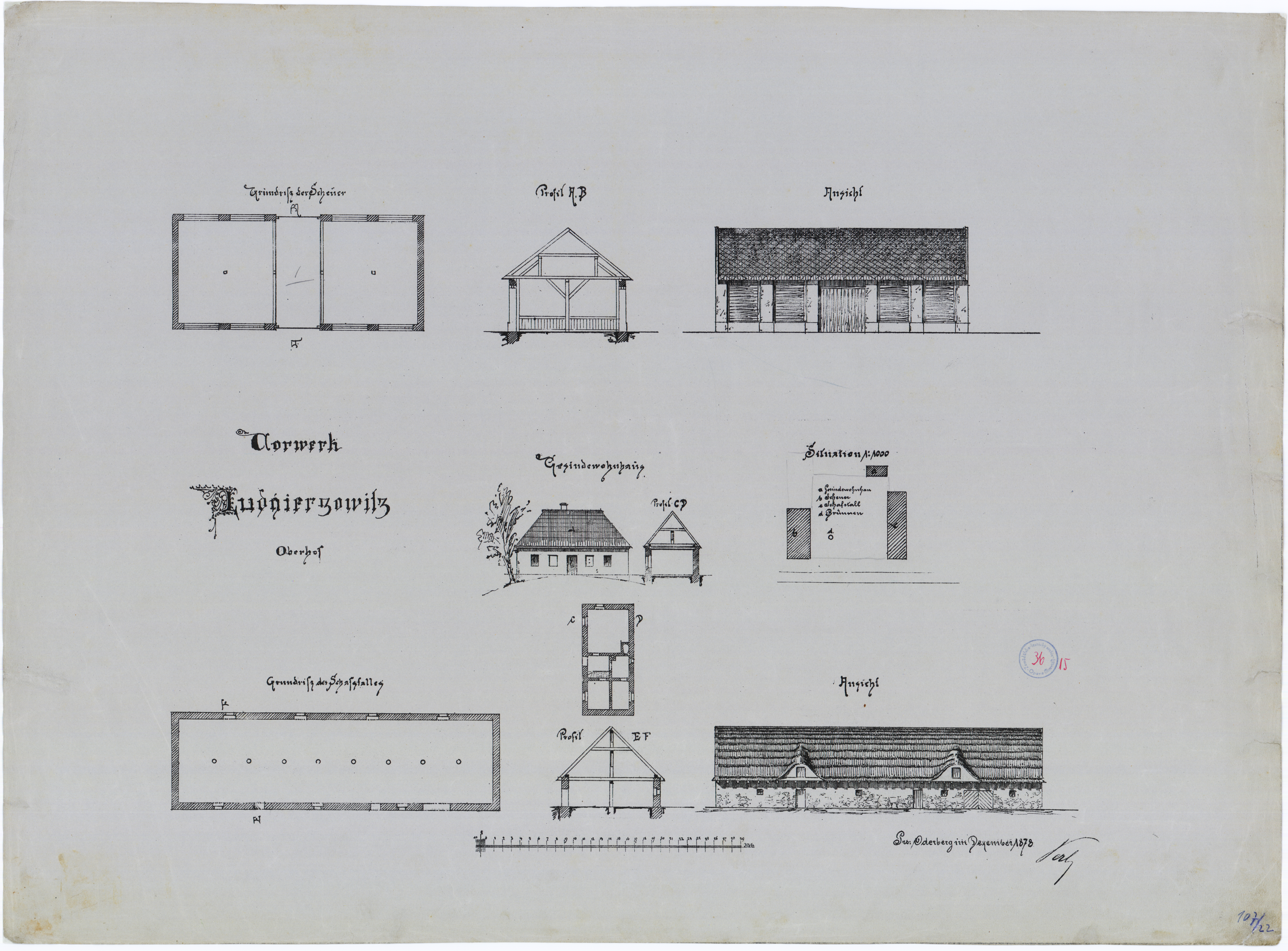
Vorwerk Oberhof (1878)

1869 bestand Ludgierzowitz aus 205 Häusern und hatte 1471 Einwohner. Im Mai 1874 wurde aus den Landgemeinden Ludgierzowitz, Marquartowitz und Petrzkowitz sowie den Gutsbezirken Vorwerk Ludgierzowitz und Petrzkowitz der Amtsbezirk Petrzkowitz gebildet. Zum Ende des 19. Jahrhunderts arbeiteten die meisten der Bewohner in den Bergwerken und Hütten um Mährisch Ostrau. Im Jahre 1900 hatte Ludgierzowitz 2566 Einwohner, 1910 waren es 2780. Zwischen 1902 und 1903 erfolgte der Bau eines neuen Pfarrhauses. Am 1. Juli 1903 wurde die Lokalie Ludgierzowitz zur Pfarrei erhoben. 1907 erfolgte die Umbenennung des Dorfes in Ludgerstal. Im selben Jahre wurde die neue Kirche geweiht. Mit Beginn des Kirchenjahres 1913/14 wurde in der Ludgerstaler Kirche monatlich einmal vor dem Hochamt die Predigt in deutscher Sprache gehalten.
Aufgrund des Versailler Vertrages von 1919 wurde das Hultschiner Ländchen am 4. Februar 1920 der Tschechoslowakei zugeschlagen und daraus der Okres Hlučín gebildet. 1921 lebten in den 432 Häusern der Gemeinde Ludgeřovice/Ludgerstal mit den Ortsteilen Dolní Ludgeřovice und Horní Ludgeřovice sowie dem Anteil an der Kolonie Vrablovec 3250 Personen, darunter 2740 Tschechen, 454 Deutsche und sechs Juden. Bis 1925 wurde die durch den Ersten Weltkrieg unvollendete Bahnstrecke Deutsch Krawarn – Annaberg auf dem Abschnitt zwischen Hlučín und Petřkovice fertiggestellt, wodurch Ludgeřovice einen Bahnhof erhielt. Der Oberhof verlor durch den hohen Bahndamm seine Anbindung zu den Feldern und wurde schließlich abgebrochen. 1930 bestand Ludgeřovice aus 561 Häusern und hatte 3916 Einwohner.
Nach dem Münchener Abkommen wurde Ludgerstal am 2. Oktober 1938 zusammen mit dem Hultschiner Ländchen vom Deutschen Reich besetzt. Die Gemeinde gehörte nunmehr zum Landkreis Hultschin, der 1939 dem Landkreis Ratibor in der preußischen Provinz Schlesien eingegliedert wurde.
Der am 17. Januar 1939 neu eingerichtete Amtsbezirk Petershofen bestand aus den Gemeinden Koblau, Ludgerstal, Markersdorf und Petershofen. Während des Zweiten Weltkriegs fielen 250 Einwohner.
Nach dem Ende des Krieges kam Ludgeřovice wieder an die Tschechoslowakei zurück. 1949 wurde die Gemeinde dem Okres Ostrava-okolí zugeordnet. Im Jahre 1950 bestand Ludgeřovice aus 694 Häusern und hatte 4065 Einwohner. Zu dieser Zeit wurde die Bahnstrecke zwischen Hlučín und Petřkovice elektrifiziert und von der Straßenbahn Ostrava befahren. Im Zuge der Gebietsreform von 1960 erfolgte die Aufhebung des Okres Hlučín und die Umgliederung der Gemeinde in den Okres Opava. 1970 lebten in den 1040 Häusern des Dorfes 4525 Personen. 1982 erfolgte die Einstellung des Straßenbahnverkehrs zwischen Hlučín und Petřkovice. Das alte Schulhaus wurde 1985 abgerissen. 1991 hatte Ludgeřovice 4505 Einwohner und umfasste 1252 Häuser. Seit 1995 führt die Gemeinde ein Wappen und Banner. Beim Zensus von 2011 bestand Ludgeřovice aus 1351 Wohnhäusern und hatte 4650 Einwohner, von denen 4204 in Ludgeřovice und 446 in Vrablovec lebten.

## Verkehr
Ludgeřovice hatte von 1925 bis 1982 eine Bahnstation an der Bahnstrecke Kravaře ve Slezsku–Petřkovice.

## Gemeindegliederung
Für die Gemeinde Ludgeřovice sind keine Ortsteile ausgewiesen. Zu Ludgeřovice gehören die Ansiedlung Vrablovec (Wrablowetz) und die Einschicht Nový Dvůr (Neuhof). Grundsiedlungseinheiten sind Ludgeřovice und Vrablovec. Das Gemeindegebiet bildet einen Katastralbezirk.

## Partnergemeinden
- Putnok, Ungarn
- Tisovec, Slowakei

## Sehenswürdigkeiten
- Neugotische Kirche St. Nikolaus mit 75 Meter hohen Turm. Der vom Beneschauer Baumeister Josef Holuscha projektierte und in dessen Auftrag durch Baumeister August Klimanek aus Petershofen errichtete Bau wurde am 18. November 1907 geweiht.
- Friedhofskapelle
- Wegekapelle an der Alten Hultschiner Straße nach Vrablovec

## Söhne und Töchter der Gemeinde
- Oswald Muris (1884–1964), deutscher Geograph
- Josef Kluczka (1897–1966), deutscher Zahnarzt und Hochschullehrer
- Eduard Kroker (1913–2007), deutscher Theologe